# Pantera Rosa
|  | Per a altres significats, vegeu «Pantera Rosa (desambiguació)». |

La Pantera Rosa és un personatge de ficció creat per Friz Freleng. Inicialment havia d'acompanyar només la seqüència del títol de l'obertura de la pel·lícula de Blake Edwards, La Pantera Rosa, que tractava sobre el robatori d'un diamant amb aquest nom però va tenir èxit i va aparèixer a més llargmetratges, fins que va acabar protagonitzant la seva pròpia sèrie de dibuixos animats, The Pink Panther Show. Han aparegut posteriorment articles de marxandatge centrats en ella.
També és conegut com a Nathu i Pangu a l'est i el sud d'Àsia, i com Paulchen Panther (petit Paul, la pantera) a Alemanya.
La sèrie respecta els requisits inicials: és un personatge mut, acompanyat per la música de Henry Mancini i que es caracteritza per l'elegància i la comicitat.

## Descripció física
El personatge es descriu com una pantera mascle antropomòrfic de pell Rosada, amb cabells blancs al morro, el ventre i l'interior de les orelles, és alt i prim, té dos braços amb mans de quatre dits incloent el polze, peus grans amb tres dits cada un (és biped, camina dempeus), i cua llarga, totes les seves extremitats són llargues i primes.
La seva cara és allargada, amb quatre a sis bigotis sobre els llavis (Menys a Pink Panther and pals  on no tenia cap), ulls grocs i celles negres (que de vegades semblen flotar sobre el seu), nas vermell (encara que en alguns episodis és negre), orelles també rosades. Té la capacitat d'emetre diversos sons amb la veu, així com de parlar (encara que això ho fa poques vegades), és més normal és veure'l fer gestos i moure la boca, a més de fer trucades i altres tasques que requereixen parlar.

## Comportament
És un personatge molt educat, un perfecte 'gentleman' britànic i de personalitat relaxada, encara que de vegades pot ser molt juganer i curiós, a més de perseverant quan es decideix a dur alguna cosa a terme. Rares vegades parla, normalment es comunica per gestos, cares i sons. És molt intel·ligent i traçut de vegades, però tot i això tendeix a ser bastant matusser; fuma cigarrets de tabac amb broquet i de vegades porta un vestit enganxat al cos, És impossible saber si el porta posat o, no ja que la seva aparença no canvia en cap dels casos.
Se’l compara amb el personatge Charlot, de Charles Chaplin, pel seu comportament, la seva educació refinada i la seva escassetat de paraules (que queda en evidència a Reel pink, últim curtmetratge de Pink Panther and Pals).

### Forma de caminar
Després d'un temps, la Pantera Rosa va començar a mostrar una forma molt peculiar de caminar: després de fer un pas endavant, avança una petita distància donant un petit salt, sense canviar els peus de posició (un respecte a l'altre), després dona un altre pas i repeteix el procediment, de vegades camina lleugerament encorbat.

## Controvèrsies

### Mascle o femella?
És normal que hi hagi confusió sobre el seu sexe, malgrat que sempre va ser pensat com a masculí i té veu masculina (fins i tot s'ha mostrat que fa servir roba interior masculina), a més que se l'ha vist amb parelles femenines -els seus fills li diuen papà - de vegades es creu que és femella. Això és generalment provocat per un problema de traducció, ja que en el seu idioma original -l'anglès- és anomenat Pink Panther, que són paraules mancades de gènere, però en català o castellà es tradueix com a Pantera Rosa, ambdues paraules de gènere femení. També pel fet que en alguns països Rosa és un nom propi de dona, o pel seu color de pell.

### Altres panteres roses
Altra creença popular és que la Pantera Rosa és un ésser únic en la seva espècie (fins i tot ho diu un narrador en l'episodi wild pinkdom , de Pink Panther and Pals), tanmateix s'han mostrat altres personatges de la seva espècie al costat d'ell, de vegades se'l mostra amb la seva mare i en una altra sèrie, al costat dels seus dos fills, o enamorat dues vegades i en una ocasió explica que està casat.

## Pel·lícules
Pel·lícules dirigides per Blake Edwards. Amb Peter Sellers com a Inspector Jacques Clouseau fins a l'any 1982. Són una sèrie de nou episodis.
- La Pantera Rosa (1964)
- El nou cas de l'inspector Clouseau (1964)
- Inspector Clouseau (1968) dirigida per Bud Yorkin i Alan Arkin en el paper d'Inspector Clouseau.
- La Pantera Rosa torna (1975)
- La Pantera Rosa torna a atacar (1976)
- La venjança de la Pantera Rosa (1978)
- Darrere la pista de la Pantera Rosa (1982)
- La maledicció de la Pantera Rosa (1983)
- El fill de la Pantera Rosa (1993)

Pel·lícules dirigides per Shawn Levy. Amb Steve Martin com a Cap Inspector Jacques Clouseau.
- The Pink Panther (2006)
- The Pink Panther 2 (2009)